# Avitus taylori
Avitus taylori är en spindelart som först beskrevs av George William Peckham och Elizabeth Maria Gifford Peckham 1901.  Avitus taylori ingår i släktet Avitus och familjen hoppspindlar. Inga underarter finns listade.